# Lisa Seuster
Lisa Seuster (* 17. April 1942 in Lüdenscheid) ist eine deutsche Politikerin der SPD und ehemaliges Mitglied des Deutschen Bundestages.

## Leben
Lisa Seuster machte nach dem Realschulabschluss eine Ausbildung als Industriekauffrau und war bis 1963 in diesem Beruf beschäftigt. Danach war sie als Hausfrau tätig. Neben ihrer parteipolitischen Arbeit ist sie gesamtgesellschaftlich zudem als Mitglied in verschiedenen örtlichen Vereinen und Verbänden aktiv. Sie ist evangelisch, verheiratet und hat drei Kinder.

## Politik
Lisa Seuster ist seit 1974 Mitglied der SPD und stellvertretende Vorsitzende des Unterbezirks Märkischer Kreis. Auf kommunaler Ebene wurde sie Mitglied des Rates der Stadt Lüdenscheid, in dem sie bis 1984 den Fraktionsvorsitz übernahm. Seit 1987 war sie stellvertretende und von 1994 bis 1999 Bürgermeisterin ihrer Heimatstadt Lüdenscheid. Für ihre besonderen Verdienste im sozialpolitischen Bereich wurde ihr am 12. September 2004 der Ehrenring der Stadt Lüdenscheid verliehen.
Sie war vom 18. Februar 1987 bis 26. Oktober 1998 (11. bis 13. Wahlperiode) Mitglied des Deutschen Bundestages. Sie wurde für die Sozialdemokratische Partei Deutschlands (SPD) über ein Direktmandat im Wahlkreis Märkischer Kreis II in Nordrhein-Westfalen gewählt.

## Weblink
- Biographie beim Deutschen Bundestag